# Tuttlingen
Tuttlingen (pronunciación en alemán: /ˈtʊtlɪŋən/ⓘ) es una ciudad en el sur de Baden-Wurtemberg, Alemania. Es la capital y, con 34 008 habitantes (a fecha de 31 de diciembre de 2013), ciudad más grande del distrito de Tuttlingen. Está ubicada en las orillas del Danubio, el segundo río más largo de Europa. En el barrio Möhringen el Danubio se sumerge, en verano por completo, durante los meses de invierno solo en parte.

## Historia
Tuttlingen fue mencionada por vez primera en la forma latinizada tuttiliningas en un documento escrito del monasterio de San Galo de 797. En 1377 pasó a formar parte del Condado de Wurtemberg, convirtiéndola en una importante fortaleza fronteriza. En 1643 las tropas imperiales derrotaron en su territorio al ejército francés.
La fecha más destacada en la historia de la villa ocurrió el 1 de noviembre de 1803. En este día, el antiguo núcleo de la ciudad dentro de las murallas medievales se quemó por completo en unas pocas horas, a causa de un incendio. A partir de 1804, la reconstrucción de la ciudad comenzó según los planes del arquitecto Carl Leonard von Uber en el estilo neoclásico.